# Чорна магія (фільм, 1992)
«Чорна магія» (англ. Black Magic) — американський телевізійний фільм жахів 1992 року.

## Сюжет
Алексу Гейджу останнім часом сниться щось настільки тривожне, що він намагається не спати взагалі. У нічних кошмарах до Алекса приходить його двоюрідний брат Росс, який зник безвісти. Алекс вирушає в те місце, де останнім часом мешкав Росс, в маленьке містечко у Північній Кароліні, під назвою — Стамбул. У місті Алекс помічає, що місцеві жителі ведуть себе дуже дивно. Щоб знайти хоч якісь докази, що проливають світло на зникнення кузена, Алекс знайомиться з колишньою дівчиною Росса, Ліліан. Алекс закохується, але негайно отримує застереження зі сну: не варто піддаватися чарам звабливої Ліліан, адже вона відьма і може накласти прокляття.

## У ролях
| Актор               | Роль                          |
| ------------------- | ----------------------------- |
| Рейчел Ворд         | Ліліан Блатман                |
| Джадж Рейнгольд     | Алекс Гейдж                   |
| Брайон Джеймс       | Том Маккей                    |
| Венді Маккена       | Саллі Роу                     |
| Річард Віттінг      | власник антикварного магазину |
| Ентоні ЛаПалья      | Росс Гейдж                    |
| Роджер Блек         | шериф Блек                    |
| Том Мейсон          | Філ Гленс                     |
| Теммі Арнольд       | мати                          |
| Джон Беннс          | доктор Деймон Фелтцер         |
| Філіп Лох           | пожежник                      |
| Люсіль Макінтайр    | диспетчер                     |
| Марк Джеффрі Міллер | працівник моргу               |
| Нік Сірсі           | чоловік 1                     |
| Джеффрі Пілларс     | чоловік 2                     |
| Венн Тіптон         | Алекс (4 роки)                |